# El cap de la por
El cap de la por (títol original en anglès: Cape Fear) és una pel·lícula de thriller psicològic estatunidenca dirigida per Martin Scorsese i estrenada el 1991. Es tracta d'un remake de la pel·lícula de 1962 del mateix títol, que es basava en la novel·la de 1957 The Executioners de John D. MacDonald. La pel·lícula és protagonitzada per Robert De Niro, Nick Nolte, Jessica Lange, Joe Don Baker i Juliette Lewis. Robert Mitchum té un petit paper a la pel·lícula, mentre que Gregory Peck (en el seu darrer paper) i Martin Balsam fan un cameo, tots tres varen protagonitzar la pel·lícula original. Ha estat doblada al català.
La pel·lícula explica la història d'un violador violent condemnat que, fent servir el seu nou coneixement de la llei i les seves nombroses llacunes, busca venjança contra un advocat a qui culpa dels seus 14 anys de presó a causa de les tàctiques de defensa intencionadament defectuoses utilitzades durant el seu judici.
Cape Fear marca la setena col·laboració entre Scorsese i De Niro. La pel·lícula va ser un èxit comercial i va rebre crítiques generalment positives. Va ser nominada a diversos premis, entre ells els Oscars i els Globus d'Or al millor actor (De Niro) i a la millor actriu secundària (Juliette Lewis).

## Argument
Després de catorze anys passats a presó, el violador Max Cady surt finalment, ben decidit a venjar-se de Sam Bowden, l'advocat que l'havia defensat, i que va fer desaparèixer un informe de la instrucció, per la seva íntima convicció de tenir la veritat.
Cady, que es defensa sol després d'haver après a llegir i a escriure a la presó, comprova que aquest informe ha desaparegut, la qual cosa no li permet reduir la seva pena, per totes les circumstàncies atenuants. No deixa llavors de perseguir el seu antic advocat i la seva família.

## Repartiment
| Intèrpret            | Personatge      | Veu en català         |
| -------------------- | --------------- | --------------------- |
| Robert De Niro       | Max Cady        | Ricard Solans         |
| Nick Nolte           | Sam Bowden      | Arseni Corsellas      |
| Jessica Lange        | Leigh Bowden    | Rosa Guiñón           |
| Juliette Lewis       | Danielle Bowden | Belén Roca            |
| Joe Do Baker         | Claude Kersek   | desconeguda           |
| Robert Mitchum       | Tinent Elgart   | José Luis Sansalvador |
| Gregory Peck         | Lee Heller      | desconeguda           |
| Martin Balsam        | Jutge           | desconeguda           |
| Illeana Douglas      | Lori Davis      | Maria Luisa Solá      |
| Fred Dalton Thompson | Tom Broadbent   | Pepe Mediavilla       |

## Producció
El guió de la pel·lícula va ser adaptat per Wesley Strick a partir del guió original de James R. Webb, que es basava en la novel·la The Executioners de John D. MacDonald.
A l'origen desenvolupat per a Steven Spielberg, finalment va decidir que era massa violent i el va canviar a Scorsese a canvi de la Llista de Schindler, que Scorsese havia decidit no fer. Scorsese va acceptar dirigir Cape Fear com a gratitud, ja que Universal havia donat suport al director durant la polèmica sobre The Last Temptation of Christ. Encara que Spielberg es va quedar com a productor a través de la seva empresa Amblin Entertainment, va optar per no ser acreditat personalment a la pel·lícula acabada.
Tot i que Scorsese ja havia treballat anteriorment amb Nolte a New York Stories (1989), inicialment va imaginar Harrison Ford en el paper de Sam Bowden. Tanmateix, a Ford només li interessava interpretar a Max Cady. Nolte, que, per contra, estava més interessat a interpretar Bowden, va convèncer a Scorsese perquè el seleccionés. Drew Barrymore i Reese Witherspoon van fer una audició per al paper de Danielle Bowden i Spielberg volia que Bill Murray interpretés a Cady.
Nolte va perdre pes per a la pel·lícula mentre De Niro guanyava múscul; això va garantir que De Niro, que era notablement més baix que Nolte, encara es percebés com a una amenaça física a la pantalla.
El treball d'⁣Alfred Hitchcock va tenir una influència significativa en l'estil de Cape Fear. Igual que amb la pel·lícula de 1962, on el director J. Lee Thompson va reconèixer específicament la influència de Hitchcock i va emprar Bernard Herrmann per escriure la partitura, Scorsese també va adoptar l'estil de Hitchcock, utilitzant angles de càmera, il·luminació i tècniques d'edició inusuals. Els crèdits inicials van ser dissenyats per Saul Bass, un col·laborador freqüent de Hitchcock, i el vincle amb Hitchcock es va consolidar encara més amb la reutilització de la partitura original de Herrmann, malgrat haver estat reelaborada per Elmer Bernstein. Parts de les seqüències del títol de Bass es van reutilitzar des del final inèdit de la seva pel·lícula Fase IV.

## Al voltant de la pel·lícula
- Es tracta del remake de la pel·lícula Cape Fear dirigida per Jack Lee Thompson el 1962. La presència de Robert Mitchum, Gregory Peck i Martin Balsam és de fet una picada d'ull de la versió original en la qual tenien respectivament els papers de Max Cady, Sam Bowden i de l'inspector Mark Dutton.[8]
- Steven Spielberg havia de realitzar en principi la pel·lícula però va desistir. Ell va proposar Martin Scorsese com a director i igualment el va convèncer de fer-ho.[8]
- Scorsese va voler de seguida Robert De Niro pel paper de Max Cady. En canvi, Robert Redford era en el seu punt de mira pel paper de Sam Bowden.
- Drew Barrymore i Reese Witherspoon van fer una prova per al paper de Danielle Bowden.
- Robert de Niro va treballar els seus músculs diversos mesos abans del rodatge per tal de donar més credibilitat a la força muscular de Max Cady.
- Robert De Niro va pagar un dentista 20.000 dòlars per transformar la seva dentadura com si hagués passat deu anys a presó. Després del rodatge, en costà 25.000 més per retornar –la a la seva forma original.[8]
- De Niro es va tatuar amb tintures vegetals. Els tatuatges de Max Cady van desaparèixer al cap d'alguns mesos.[8]
- Robert de Niro va proposar l'escena on el seu personatge mossega l'amiga de Sam Bowden.
- L'escena de l'auditori del liceu entre Robert de Niro i Juliette Lewis ha estat totalment improvisada pels dos actors en la primera presa. Martin Scorcese ha decidit finalment guardar-la.
- L'última escena ha estat rodada prop de Hollywood al John U. Lloyd State Park enmig d'un aiguamoll de manglars.
- Aquesta pel·lícula ha estat feta en part a Fort Lauderdale, a Florida.
- Un episodi dels Simpson parodia aquesta pel·lícula: Llac Terror.
- La pel·lícula és inspirada en una novel·la de John D. Macdonald The Executioners.

## Premis i nominacions

### Nominacions
- 1992: Oscar al millor actor per Robert De Niro
- 1992: Oscar a la millor actriu secundària per Juliette Lewis
- 1992: Os d'Or
- 1992: Globus d'Or al millor actor dramàtic per Robert De Niro
- 1992: Globus d'Or a la millor actriu secundària per Juliette Lewis
- 1993: BAFTA a la millor fotografia per Freddie Francis
- 1993: BAFTA al millor muntatge per Thelma Schoonmaker